# 玛丽亚温泉市城市博物馆

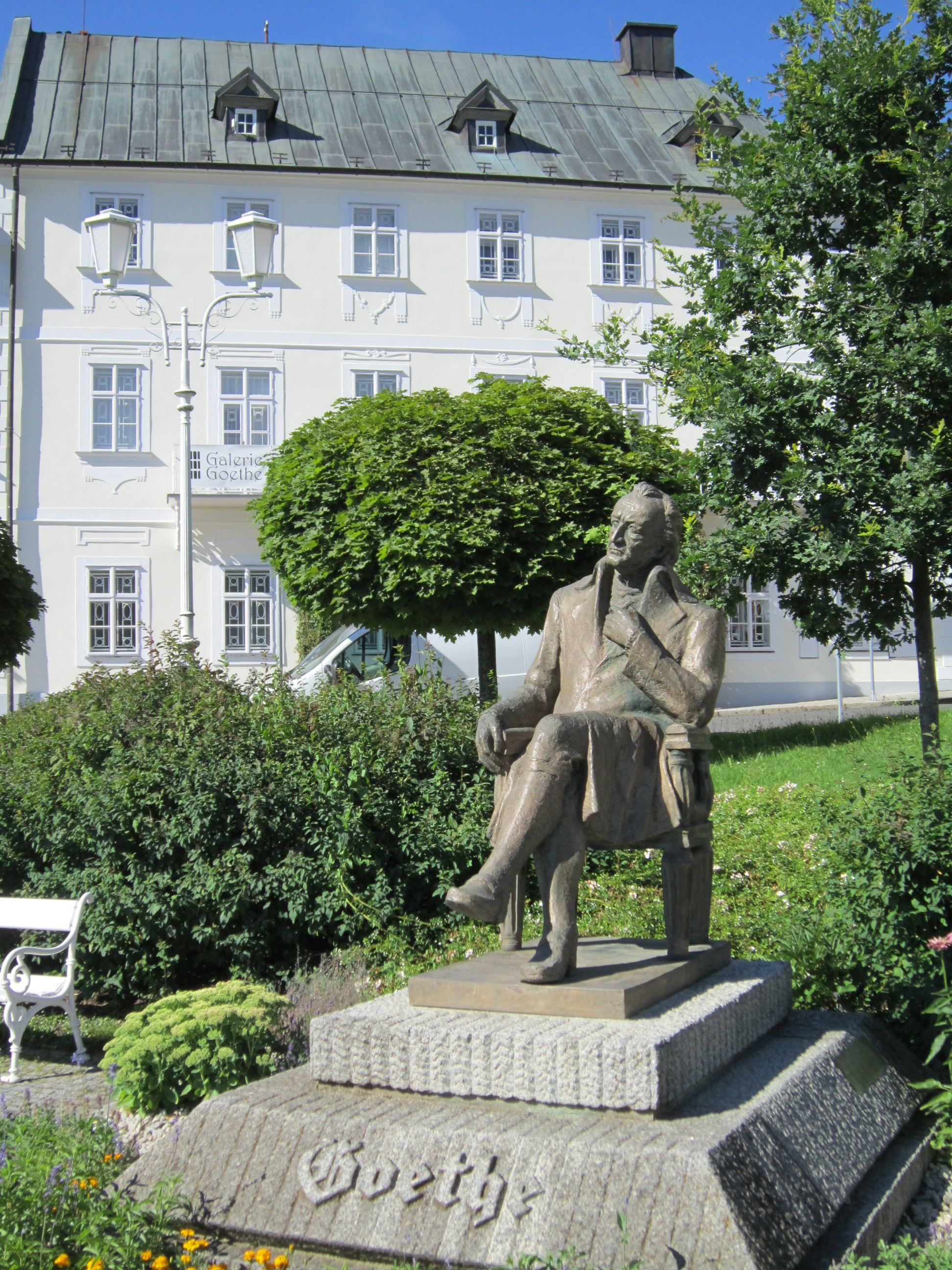

玛丽亚温泉市城市博物馆（Městské muzeum v Mariánských Lázních）是捷克玛丽亚温泉市的一个博物馆，成立于1887年，现设于歌德广场（Goethově nám）的歌德故居（Goethe-Haus）。
原博物馆所在建筑“U zlatého hraznu”由建筑师弗朗蒂舍克·哈布尔建于1818年，是玛丽亚温泉市现存最古老的建筑物。1975-1979年间改为博物馆。